# 러디츠 기기
러디츠 기기(Radics Gigi, 1996년 8월 18일 ~ )는 헝가리의 가수이다.